# شبكة الأيض
شبكة الايض  (بالإنجليزية: metabolic network) هي ضبط متكامل للعمليات الأيضية والفيزيائية والكيميائية التي توجد في خصائص علم وظائف الأعضاء و الكيمياء الحيوية في الخلية. مثل شبكة التفاعلات الكيميائية للايض و خريطة مسار الأيض و غيرها داخل الخلية.
مع تكامل التسلسل لمجموع المورثي أصبح من الممكن إعادة هيكلة هذه الشبكة في العديد من العضيات في الخلية لعدد من الكائنات تبدأ من البكتيريا وتنتهي الإنسان.

شبكة الايض بنظام المترو